# Göd vasútállomás
Göd vasútállomás egy Pest vármegyei vasútállomás Göd településen, a MÁV üzemeltetésében. A település központjának keleti szélén helyezkedik el, közúti megközelítését a 2-es főútból kiágazó 21 313-as számú mellékút (Köztársaság út / Rákóczi Ferenc utca) teszi lehetővé.

## Vasútvonalak
Az állomást az alábbi vasútvonalak érintik:
- Budapest–Szob-vasútvonal

## Kapcsolódó állomások
A vasútállomáshoz az alábbi állomások vannak a legközelebb:
- Alsógöd megállóhely (Budapest–Szob-vasútvonal)
- Felsőgöd megállóhely (Budapest–Szob-vasútvonal)

## Forgalom
| Járat | Útvonal | Gyakoriság                             |
| ----- | --- | -------------------------------------- |
| S70   | Budapest-Nyugati – Rákosrendező – Istvántelek – Rákospalota-Újpest – Dunakeszi alsó – Dunakeszi – Dunakeszi-Gyártelep – Alsógöd – Göd – Felsőgöd – Sződ-Sződliget – Vác-Alsóváros – Vác (– Verőce – Kismaros – Nagymaros-Visegrád – Nagymaros – Zebegény – Szob alsó – Szob) | Félóránként, hétvégén éjszaka óránként |